# Luotonen (sjö i Savitaipale, Södra Karelen)
Luotonen är en sjö i kommunen Savitaipale i landskapet Södra Karelen i Finland. Arean är 39 hektar och strandlinjen är 3,91 kilometer lång. Sjön  ingår i Kymmene älvs huvudavrinningsområde.   Den ligger omkring 33 kilometer väster om Villmanstrand och omkring 170 kilometer nordöst om Helsingfors. 
I sjön finns ön Suurisaari. 